# Красный Коммунар
Кра́сный Коммуна́р — посёлок в Сакмарском районе Оренбургской области России. Административный центр сельского поселения Краснокоммунарский поссовет.

Монумент Славы в пос. Красный Коммунар (2019 г.)

## География
Расположена железнодорожная станция Сакмарская Южно-Уральской железной дороги.

## История
Посёлок Красный Коммунар был основан в 1930-е годы во время коллективизации сельского хозяйства. Колхоз получил название «Красный Коммунар». Он был небольшой, включал в себя два хутора, которые по-прежнему стоят на своих местах. Первый при въезде в поселок со стороны села Сакмара и второй на  Строительной улицы. Центральная усадьба колхоза располагалась там, где сейчас находятся «железнодорожные» дачи. Также рядом находился Слоневый хутор, названный в честь его первого жителя Владимира Ивановича Слоня. На Слоневом хуторе селились те, кто не хотел вступать в колхоз.
Во время Великой Отечественной войны около озёр Кичигина и Королёва располагались плантации, на которых выращивали огурцы, помидоры, картофель, капусту. Овощи отправляли на фронт. Для нужд кавалерии заготавливали сено.
Задолго до основания колхоза«Красный-Коммунар», в 1913 году вблиз нынешнего посёлка была построена железнодорожная линия Оренбург — Орск со станцией Сакмарская. В 1940-50-х годах был построен железнодорожный вокзал. Станция расширялась, появилась развилка со стерлитамакским направлением, построен элеватор, позднее сгоревший и построенный снова, возводились дома для железнодорожников на Железнодорожной улице.
Пик развития поселка Красный Коммунар пришелся на конец 1970-х годов, когда во время электрификации Орского направления было решено на станции Сакмарская строить моторвагонное депо. Был организован строительно-монтажный поезд № 639 (СМП-639) для строительства поселка железнодорожников. Посёлок состоял из десяти 5-6 этажных домов, последний 10-й дом был сдан в середине 1990-х годов. Сами строители СМП-639 во время стройки поселка жили во временных деревянных бараках, последние два дома они строили для себя, но многие продолжают жить в бараках. В 1980-х годах развитие станции продолжалось, были проложены подъездные пути на гравийные карьеры, ДРСУ. В 2004 году были проложены пути на вновь построенный нефтеналивной терминал.
С 1988 по 1999 гг. относился к категории рабочих поселков.

## Население
| 1989 | 2002  | 2010  | 2021  |
| ---- | ----- | ----- | ----- |
| 3272 | ↗4190 | ↘4134 | ↘4132 |

## Экономика
В посёлке располагаются моторвагонное депо Сакмарская, элеватор, нефтеналивной терминал.

## Культура
В Красном Коммунаре есть общеобразовательная школа, детский сад, детская школа искусств, библиотека, фельдшерско-акушерский пункт, церковь. 21 декабря 2020 года был открыт сельский дом культуры "Импульс". Действуют секции по борьбе, лёгкой атлетике, волейболу.